# Pellia
Pellia ist eine Gattung thallöser, also unbeblätterter Lebermoose. Benannt ist sie nach dem Florentiner Advokaten Leopoldo Pelli-Fabbroni, einem Freund des Erstbeschreibers Giuseppe Raddi.
Pellia ist die einzige Gattung in der Familie Pelliaceae, diese ist wiederum die einzige Familie der Ordnung Pelliales.

## Merkmale
Die Thalli der Moose dieser Gattung sind fleischig, unregelmäßig gegabelt und an den Rändern nicht oder schwach gelappt. Sie haben eine undeutlich abgegrenzte, mehrzellschichtige Mittelrippe. Die Unterseite der Mittelrippe ist flach vorgewölbt und mit zahlreichen hellbraunen Rhizoiden besetzt. Gegen die Ränder zu sind die Thalli dünn, einzellschichtig und mehr oder weniger durchsichtig. Die Thalluszellen sind dünnwandig und enthalten wenige oder zahlreiche Ölkörper.
Die Arten sind diözisch oder monözisch. Antheridien sind auf der Thallusoberseite entlang der Mittelrippe in kleinen Höhlungen eingesenkt. Archegonien befinden sich ebenso auf der Thallusoberseite, sie sind von einer schuppen- oder eiförmigen Hülle umgeben. Die fleischige Kalyptra ist in die Hülle eingeschlossen oder überragt diese deutlich. Die lange Seta trägt eine kugelige Sporenkapsel, diese öffnet sich mit vier Klappen. Die Elaterenträger sind am Grund der Kapsel als auffallendes pinselartiges Büschel angeheftet. Die großen, vielzelligen Sporen sind ellipsoidisch bis kugelig und glatt bis schwach papillös.

## Arten
Die kleine Gattung Pellia umfasst weltweit nur 5 bis 6 Arten, davon kommen die folgenden 3 in Europa vor:
- Endivienartiges Beckenmoos (Pellia endiviifolia)
- Gemeines Beckenmoos (Pellia epiphylla)
- Pellia neesiana